# まちきた大通ビル
まちきた大通ビル（まちきたおおどおりビル）は、北海道北見市にある商業ビル。2007年（平成19年）10月30日に閉店した「きたみ東急百貨店」の跡地に所在する。北見市などが出資する第三セクターの株式会社まちづくり北見が運営する。核テナントとして、ショッピングセンター「コミュニティプラザ パラボ (Parabo) 」が入居する。
本項では、前身となった「きたみ東急百貨店」および運営会社の株式会社きたみ東急百貨店についても述べる。また「きたみ東急百貨店」の上層階で東急ホテルズが運営していたビジネスホテル「北見東急イン」についても触れる。

## コミュニティプラザ パラボ
コミュニティプラザ パラボ (Parabo) は、まちきた大通ビルの中核となる商業施設。2007年（平成19年）12月8日に一部開業し、2008年（平成20年）1月23日に2階の婦人服売り場が開業し、同年3月5日に全面開業した。
パラボの地下1階食料品売り場で3000円（税込）以上の購入に限り、即日自宅へ210円（税込）で届けてくれる「即配くん」という会員制宅配サービスがある。

### フロア構成
地下1階 - 地上3階を店舗フロア、4・5階を北見市分庁舎、6階をレストラン街、市民ギャラリーで構成している。
| 階                   | フロア概要                                                                                               |
| -------------------- | --- |
| 7階（塔屋1階）、屋上 | バックヤードおよび閉鎖                                                                                   |
| 6階                  | レストラン・フットマッサージ・市民ギャラリー                                                             |
| 5階                  | 北見市分庁舎・催事場・憩いのひろば                                                                       |
| 4階                  | (工事中)                                                                                                 |
| 3階                  | 紳士服・インテリア・ミセス婦人服・和雑貨・カフェ （2008年（平成20年）3月5日開業）                        |
| 2階                  | 婦人服・婦人肌着・呉服 （2008年（平成20年）1月23日開業）                                                 |
| 1階                  | 婦人服・服飾雑貨・婦人靴・紳士靴・化粧品・美容室・フラワーショップ （2007年（平成19年）12月8日開業）     |
| 地階                 | 食料品・生鮮食品・デイリー食品・惣菜・和洋菓子・パン・酒類・薬・土産品 （2007年（平成19年）12月8日開業） |

## きたみ東急百貨店
きたみ東急百貨店（きたみとうきゅうひゃっかてん）は、北見市にかつて存在した日本の百貨店。東急百貨店の子会社で同百貨店内に本社を置く、株式会社きたみ東急百貨店が経営していた。
建物は当時東急グループに属していた北見バス株式会社の子会社として設立された株式会社北見東急ビルが事業主体となり、1982年に北見バスターミナル・商業施設とホテルを一体化した、北見東急大通ビルとして竣工。そのビルの商業区画（6階建）にきたみ東急百貨店が入居し、ホテル区画（12階建）は「北見東急イン」として、きたみ東急百貨店と同時に開業した。

### デパートの開業から終焉に至るまで
きたみ東急百貨店は、北見市の北見駅駅前開発事業に伴い1982年8月23日、駅に隣接した場所に開店した。当時、駅前商店街は同百貨店の開店に反対した。
また、きたみ東急百貨店の開店以前から北見駅前にあった地元資本の老舗百貨店「まるいいとう」は客足が激減し、1985年にイトーヨーカドー北見店が開店した影響もあり、翌1986年に閉店に追い込まれるなど、地域商業への影響もあった。
開店から11年後の1993年には年商145億円を記録した。
ところが、その後は1995年（平成7年）9月22日にスーパーTマート東武端野店（開店当初はダイエーと合同）が開業し。郊外型大型店が相次いで開店したことにより北見の中心市街地の客足が減り、大きな打撃を受けることになった。
そのため、西銀デパートが売上不振により1996年（平成8年）10月30日に倒産して閉店、1998年（平成10年）4月にまるいいとう跡地に開業した「駅前プラザHOW」が閉店することになった。その後、2004年（平成16年）にまるいいとう跡地は北見信用金庫が取得し、2006年（平成18年）11月6日に本店が営業開始した。
また、駅前にあった大型スーパーの丸正デパートも閉店しており、跡地には志学会と市営住宅が入居する「一燈ビル」が2012年（平成24年）11月30日に完成した。
さらに、イオン北見店（開店当初はマイカル北海道の北見サティ）が2000年（平成12年）9月15日に開業した際には、
ラルズプラザ北見店や中心市街地の商店街などと共同での販促を行うと共に2000年（平成12年）3月1日に大幅な改装を行って集客力の強化を目指した。しかし中心市街地の商店街には空き店舗が急増し、既存店に大きな打撃を与え、きたみ東急百貨店も2001年度の年商は74億円にまで減少した。
2004年（平成16年）9月26日、ラルズプラザ北見店が閉店。これに伴い、東急グループからの財政支援を受け再建を計画し、同年9月に地下食品売場を中心に大幅な改装を行い、同年10月には書籍売り場を開設するなど集客力の強化を目指した。
しかし、売り上げの減少に歯止めをかけることはできず、2006年度には年商57億円にまで落ち込んだ。2007年3月に親会社の東急百貨店は経営改善などから伊勢丹と業務提携を締結したが、きたみ東急百貨店はこの計画に含まれていなかった。そして、この先経営改善の見込みがないとの判断により、2007年（平成19年）5月11日に10月末での閉店が決定。2007年（平成19年）10月31日に25年の歴史に幕を下ろした。
きたみ東急百貨店の閉店に伴い北海道北見バス北見市内線のバス停名が、2007年（平成19年）11月1日に「東急百貨店」から「大通」へ改称された。また、2007年11月半ばからはきたみ東急百貨店の「東急」の看板とネオンサインの撤去作業が開始された。

### 主な社員構成
- 社長 - 田代慎吉（最終）
- 百貨店従業員 - 165人（正社員74人、パート91人）
- テナント従業員 - 350人

### フロア構成
店舗は地上7階・地下1階で構成されていた。ホテル区画（1・6 - 12階）とは1階と6階で連絡し、ホテル内エレベータからも営業時間中は商業フロアの2 - 5階に移動できた。
| 階                   | フロア概要                                                                 |
| -------------------- | -------------------------------------------------------------------------- |
| 7階（塔屋1階）、屋上 | 屋上ちびっこプレイランド - ゲームコーナー （2007年（平成19年）9月2日閉店） |
| 6階                  | レストラン・集いの街                                                       |
| 5階                  | 趣味と暮らしの街                                                           |
| 4階                  | 婦人ファッションとベビー・ちびっこの街                                     |
| 3階                  | 紳士とスポーツの街                                                         |
| 2階                  | 女性とファッションの街                                                     |
| 1階                  | おしゃれ雑貨の街                                                           |
| 地階                 | 鮮度と味の街（デパ地下型食料品売場）                                       |

地下1階、地上3階、5階、6階に喫茶店のテナントがあった。

## きたみ東急百貨店閉店後

### ビルの状況
2007年10月25日、北見市は同年11月末に同百貨店の入居している北見東急大通ビルを2億9,000万円で取得することを発表。取得後は第三セクター「（株）まちづくり北見」が同ビルを運営し、同年12月にテナントビルとしてオープンした。テナントについては市民映画館や大半の飲食店が継続されたほか、商店や市教育委員会など一部機関の事務所が商業区画に移転入居していた。

### 北見東急イン
東急ホテルズが運営していた「北見東急イン」は、東急百貨店とは資本関係が無いため「きたみ東急百貨店」閉店後も変わらず営業していた。
しかし、2006年（平成18年）4月22日に開業したルートインが、旧ラルズプラザ北見店跡地を取得し市内最大規模を目指して新たなホテルの計画を打ち出した。また2007年（平成19年）1月12日にはドーミーインが開業、2008年（平成20年）4月14日にコンフォートホテルが開業、地域に相次いで開業したビジネスホテルチェーンとの競争が激化した。
そのため、2008年（平成20年）9月に東急ホテルズ社長が北見市を訪れて市長に対し、今後の設備維持に多額の資金を要することから継続運営を断念する旨を伝えたことが、同年10月に北海道新聞などで報じられた。
その後、2009年（平成21年）9月に2010年（平成22年）3月末をもっての営業終了を決定し、北見東急インは2010年（平成22年）3月31日をもって営業を終了した。建物も北見東急インが入居していた7階から上層部分が解体された。

### シアターボイス
シアターボイス (Theater Voice) は、かつて本ビル6階にあった特定非営利活動法人「コミュニティシネマきたみ」が運営するミニシアター（映画館）である
元々は「きたみ東急ホール109」という名称で映画のみならず、各種催しを行うイベントホールだったが、市内にオープンしたシネマコンプレックスの影響で次第に映画上映が減少していた。
2006年（平成18年）3月1日にコミュニティシネマきたみに経営が譲られ、市民映画館「シアターボイス」として再開業した。こけら落とし『歓びを歌にのせて』。座席数は85席。新作上映開始は水曜日で、祝日を除く毎週火曜日が定休日だった。
きたみ東急閉店後に一時休業し、パラボになって以降は営業を再開したものの、2013年（平成25年）4月6日に閉館した。同年3月30日から4月6日にかけては、地元有志による「さよなら上映会」が開催され『ニュー・シネマ・パラダイス』が上映された。

### 北見市庁舎移転構想
2008年10月に東急インの将来の撤退が明らかにされると、北見駅前活性化と建物の有効活用を目的に、当時の神田孝次北見市長によって北見市役所の機能を90億円近くを投じて「まちきた大通ビル」へ移転し、2010年までに着工、その後の現市庁舎の跡地に北見赤十字病院を新築移転させる意向であることを発表した。
しかし費用対効果の面などから、同年11月に北見市議会で執り行われた市役所所在地の条例変更に関する採決で否決されると、神田市長は辞任を表明。12月21日の出直し市長選に出馬したものの、対立候補の小谷毎彦に敗れた。その後、2011年に旧市庁舎が解体され、市庁舎機能はまちきた大通ビルを含む市内9施設に分散された。2014年1月には小谷市長の後任の櫻田真人市長がまちきた大通ビルへの移転方針を転換し、ビルに隣接する大通西2地区の西側と大通西3地区一帯を「市庁舎ゾーン」と位置づけ単独の新庁舎を新築し、まちきた大通ビルは耐震改修したうえで上層階に地域交流拠点機能を設置する計画案を提示した。

## 沿革

### きたみ東急百貨店
- 1982年（昭和57年）8月 - 開店。
- 1993年（平成5年） - 年商145億円を記録。
- 2000年（平成12年）3月1日 - 大幅な改装し、新装開業[20]。
- 2004年（平成16年）
  - 9月 - 地下食品売場を中心に大幅な改装し、新装開業[24]。
  - 10月 - 書籍売り場を開設[25]。
- 2006年（平成18年）3月 - 館内にあった貸ホール「ホール109」にて常設市民映画館「シアターボイス」開業。
- 2007年（平成19年）
  - 5月11日 - 10月末での閉店を発表[26]。
  - 10月31日 - 午後7時をもって閉店[4]（東急インは営業継続[26]）。

### まちづくり北見大通ビル
- 2007年（平成19年）12月8日 - テナントビルとして開館[6]。名称は「まちづくり北見大通ビル」（当時は仮称）。地下1階・地上1階・6階がプレオープンし、食料品、服飾、飲食店など30店舗が営業を開始。
- 2008年（平成20年）
  - 1月31日 - ビルの名称を「まちきた大通ビル」、愛称を「パラボ (Parabo)」に決定。
  - 1月23日 - 2階の婦人服売り場が開業[8]。
  - 3月5日 - 全面開業[7]。
- 2010年（平成22年）3月31日 - 北見東急インが営業を終了[36]。
- 2011年（平成23年）- 北見市役所旧庁舎の解体に伴い、市役所機能が当ビルを含む9施設に分散される。
- 2021年（令和3年）- 北見市役所新庁舎の竣工に伴い、当ビルでの市役所業務が終了。

## 交通アクセス
- 北見駅（JR石北本線）下車